# Monestir de Largvisi
El monestir de Largvisi (en georgià: ლარგვისის მონასტერი) és una fundació monàstica medieval georgiana ortodoxa del poble de Largvisi a la vall del riu Ksani, al municipi d'Akhalgori, que actualment és un territori en disputa d'Ossètia del Sud. El monestir està documentat des de començaments del segle xiv. L'església existent és un disseny voltat en forma de creu; data del 1759. Va ser una abadia familiar de la dinastia Kvenipneveli, ducs de Ksani, i una de les principals famílies nobles del Regne de Kartli.

## Història
Les Cròniques georgianes del segle xv dels ducs de Ksani atribueixen la fundació del monestir a un llegendari avantpassat familiar del segle vi, suposadament contemporani de l'emperador romà d'Orient Justinià I. El monestir està històricament millor documentat des de principis del segle xiv, quan les generacions de ducs de Ksani li van fer donacions. El monestir va ser destruït durant les invasions timúrides de Geòrgia el 1400 i reconstruït i pintat al fresc per Grigol Bandaisdze. Al 1470, el duc Salva també va renovar el monestir i va construir un mur defensiu amb un campanar. Shanshe, duc de Ksani, va afegir-hi més fortificacions, convertint-la en el seu castell. Al 1759, l'església va ser construïda novament com el «monestir de Sant Teodor d'Amasia» pel duc David i la seva mare Ketevan. L'esdeveniment es commemora en una inscripció georgiana asomtavruli de la icona de la marededeu de Largvisi. Aquest edifici encara existent, que va reemplaçar l'antiga església sense cúpula, tenia un disseny tot nou.

## Arquitectura
El monestir de Largvisi es troba al vessant d'un pujol en la confluència dels rius Ksani i Churta. És una església en forma de cúpula, amb unes dimensions aproximades de 20 m x 12 m. El plànol general n'és allargat amb un eix est-oest. L'església està construïda de maó i coberta amb blocs de pedra tallada, amb quatre pilars de pedra en la nau. La cúpula descansa sobre alts pilars que s'uneixen en forma de creu. Té dues entrades, la de la part de l'oest i la del sud. Sobre la finestra occidental hi ha una escultura tallada en pedra -una mà dreta humana i eines de maçoneria-. Les estructures defensives adjacents al monestir són parts d'una ciutadella amb murs en ruïnes i torres més altes al pujol.